# Les Garçons (nouvelle)
Pour les articles homonymes, voir Les Garçons.
Les Garçons est une nouvelle de sept pages d'Anton Tchekhov, publiée en 1887.

## Historique
Les Garçons est initialement publié dans la revue russe Le Journal de Pétersbourg, numéro 350, du 21 décembre 1887, sous le pseudonyme A.Tchekhonte.

## Résumé
Vladimir Koroliov est pensionnaire en classe de cinquième au lycée. Il rentre dans sa famille pour les vacances de Noël et il amène avec lui son ami Tchétchévitsyn.
Ce dernier, taciturne, intrigue les jeunes sœurs de Vladimir. Elles ont vite fait de découvrir que les deux garçons projettent de partir au pays des indiens en Amérique, ramasser de l’or. Ils quittent la maison un matin et vont jusqu'en ville. La police les retrouve l'après-midi et les ramène à la maison, bien pitoyables.

## Édition française
- Les Garçons, traduit par Édouard Parayre, Bibliothèque de la Pléiade, éditions Gallimard, 1970  (ISBN 2 07 010550 4).